# Michael Johansen
Michael Johansen (22 de julho de 1972) é um ex-futebolista profissional dinamarquês que atuava como meia-atacante.

## Carreira
Michael Johansen representou a Seleção Dinamarquesa de Futebol nas Olimpíadas de 1992.